# Coupe d'Arménie de football 2009
Navigation
Coupe d'Arménie 2008 Coupe d'Arménie 2010
La Coupe d'Arménie 2009 est la 18e édition de la Coupe d'Arménie depuis l'indépendance du pays. Elle prend place entre le 17 mars et le 9 mai 2009.
Un total de huit équipes participe à la compétition, correspondant à l'ensemble des clubs de la première division 2009.
La compétition est remportée par le Pyunik Erevan qui s'impose contre le Banants Erevan à l'issue de la finale pour gagner sa quatrième coupe nationale. Cette victoire permet au Pyunik de réaliser le doublé Coupe-championnat et de se qualifier pour l'édition 2010 de la Supercoupe d'Arménie. Le Pyunik étant par ailleurs déjà qualifié pour la Ligue des champions 2009-2010, la place en Ligue Europa du vainqueur de la coupe est réattribuée au Banants en qualité de finaliste.

## Quarts de finale
Les matchs aller sont disputés les 17 et 18 mars 2009, et les matchs retour les 7 et 8 avril suivants.
| Équipe 1            | Score | Équipe 2             | Aller | Retour |
| ------------------- | ----- | -------------------- | ----- | ------ |
| Ulisses FC (D1)     | 4 - 2 | (D1) Gandzasar Kapan | 4 - 1 | 0 - 1  |
| Pyunik Erevan (D1)  | 6 - 0 | (D1) Kilikia Erevan  | 3 - 0 | 3 - 0  |
| Mika Erevan (D1)    | 3 - 2 | (D1) Shirak FC       | 3 - 1 | 0 - 1  |
| Banants Erevan (D1) | 3 - 0 | (D1) Ararat Erevan   | 2 - 0 | 1 - 0  |

## Demi-finales
Les matchs aller sont disputés les 14 et 15 avril 2009, et les matchs retour les 21 et 22 avril suivants.
| Équipe 1         | Score | Équipe 2            | Aller | Retour |
| ---------------- | ----- | ------------------- | ----- | ------ |
| Ulisses FC (D1)  | 0 - 3 | (D1) Pyunik Erevan  | 0 - 2 | 0 - 1  |
| Mika Erevan (D1) | 3 - 5 | (D1) Banants Erevan | 1 - 1 | 2 - 4  |

## Finale
La finale de cette édition oppose les deux clubs erevanais du Banants et du Pyunik. Le Pyunik dispute à cette occasion sa huitième finale depuis 1992, l'ayant emporté par trois fois en 1996, 2002 et 2004. Le Banants joue quant à lui sa troisième finale d'affilée, la sixième en tout. Malgré cela, il n'a remporté la compétition qu'à deux reprises en 1992 et 2007. À noter que ces deux équipes s'affrontent en finale pour la troisième fois, la première fois s'étant achevée par la victoire du Banants en 1992 tandis que la suivante a vue le Pyunik l'emporter en 2004.
Disputée le 9 mai 2009 au stade Républicain Vazgen-Sargsian d'Erevan, la rencontre voit les deux équipes se neutraliser durant la quasi-totalité du temps réglementaire. En cela, la deuxième période est dans un premier temps marquée par l'exclusion d'Edgar Malakyan côté Pyunik à la 65e minute puis de Noah Babadi Kasule (en) côté Banants une vingtaine de minutes plus tard. Il faut finalement attendre le temps additionnel pour voir la situation se débloquer lorsqu'Henrikh Mkhitaryan inscrit le but de la victoire pour le Pyunik à la 92e minute de jeu, permettant au club de remporter sa quatrième coupe nationale.
| Entraîneur :               |
| Armen Gyulbudaghyants (en) |

| Entraîneur :     |
| Vardan Minassian |

| Entraîneur :               |
| Armen Gyulbudaghyants (en) |

| Entraîneur :     |
| Vardan Minassian |